# قاپ‌زنی
قاپ‌زنی (به انگلیسی: Snatch) فیلمی جنایی و کمدی به نویسندگی و کارگردانی گای ریچی در مورد جامعه خلافکاران زیرزمینی لندن است. قاپ‌زنی ایده، درونمایه و موتیف‌های مشترکی با اولین فیلم این کارگردان، قفل، انبار و دو بشکه باروت دارد و همچنین بازیگران مشترکی مثل جونز و فورد در این دو فیلم حضور دارند.

## خلاصه داستان
فیلم از زبان مردی روایت می‌شود که در یک باند مافیایی فعالیت می‌کند و برای خریدن یک کاروان از یکسری کولی باعث می‌شود که یک اتفاق بد برای گروه مافیایی بیفتد و…